# Realinhamento político
Um realinhamento político é um conjunto de mudanças bruscas na ideologia partidária, em questões, líderes, bases regionais, bases demográficas e/ou na estrutura de poderes dentro de um governo. Nos campos da Ciência política e da História política, isso é frequentemente referido como eleição crítica, realinhamento crítico ou eleição de realinhamento. Essas mudanças resultam em uma reestruturação do foco e do poder político que dura décadas, geralmente substituindo uma coalizão dominante anterior. Pesquisadores invocam frequentemente o conceito em eleições americanas, pois é onde ocorre com maior frequência, embora a experiência também ocorra em governos ao redor do mundo. Geralmente se aceita que os Estados Unidos tiveram cinco sistemas partidários distintos, cada um com dois partidos principais atraindo uma coalizão política consistente e seguindo uma ideologia partidária constante, separados por quatro realinhamentos. Dois dos exemplos mais evidentes incluem a eleição presidencial de 1896, quando as questões do sistema político da Guerra Civil Americana foram substituídas pelas da Era Populista e da Era Progressista. Assim como a eleição presidencial de 1932, quando as questões das Eras Populista e Progressista foram substituídas pelo liberalismo do New Deal e pelo conservadorismo moderno. As eleições de realinhamento também contribuem significativamente para o realinhamento (o que no campo da Política comparada é conhecido como) sistemas partidários — com 1828, por exemplo, separando o Primeiro Sistema Partidário e o Segundo Sistema Partidário nos EUA.
Realinhamentos políticos podem ser súbitos (1–4 anos) ou podem ocorrer de forma mais gradual (5–20 anos). Na maioria das vezes, como demonstrado na hipótese original de V. O. Key Jr. (1955), uma única "eleição crítica" marca um realinhamento súbito. No entanto, ele também argumentou que existe um processo cíclico de realinhamento, no qual visões políticas dentro de grupos de interesse começam gradualmente a se separar, o qual ele designou como realinhamento secular. Cientistas políticos e historiadores frequentemente discordam sobre quais eleições constituem realinhamentos e o que define um realinhamento, e até mesmo se realinhamentos ocorrem. Os próprios termos são algo arbitrários e seu uso entre cientistas políticos e historiadores varia. Nos EUA, Walter Dean Burnham defendeu um "ciclo" de realinhamentos de 30–38 anos. Muitas das eleições frequentemente incluídas no ciclo de 38 anos de Burnham são consideradas "de realinhamento" por diferentes razões.
Outros cientistas políticos e analistas quantitativos de eleições (psephology) rejeitam por completo a teoria do realinhamento, argumentando que não existem padrões de longo prazo. O cientista político David R. Mayhew afirma: "Eleições e suas causas subjacentes não são utilmente agrupáveis em períodos de geração longa... É algo escorregadio, binário demais, apocalíptico demais, e se tornou um beco sem saída." Sean Trende, analista sênior de eleições da RealClearPolitics, também argumenta contra a teoria do realinhamento e a tese da "maioria democrata emergente" proposta pelo jornalista John Judis e pelo cientista político Ruy Teixeira. Em seu livro de 2012, The Lost Majority, Trende afirma: "Quase nenhuma das teorias defendidas pelos realinhamento-teóricos resistiu ao teste do tempo... Descobre-se que encontrar uma eleição 'realinhante' é muito parecido com encontrar uma imagem de Jesus em um sanduíche de queijo grelhado – se você olhar tempo suficiente e com intensidade, acabará encontrando o que procura." Em agosto de 2013, Trende observou que os resultados das eleições presidenciais dos EUA de 1880 a 2012 formam uma correlação de 0,96 com o valor esperado de resultados em uma distribuição binomial de um experimento de cara ou coroa justo. Em maio de 2015, o estatístico e editor-chefe da FiveThirtyEight Nate Silver argumentou contra uma vantagem do "blue wall" no Colégio Eleitoral para o Partido Democrata na eleição de 2016, e, em análises pós-eleitorais, tanto Silver quanto Trende argumentaram que a tese da "maioria democrata emergente" levou grande parte da cobertura midiática e dos comentários antes da eleição a superestimar as chances de Hillary Clinton ser eleita.

## Teoria do realinhamento
A premissa central da teoria do realinhamento, desenvolvida pela primeira vez no artigo de 1955 do cientista político V. O. Key Jr., "A Theory of Critical Elections", é que as eleições, os partidos e a formulação de políticas nos Estados Unidos mudam rotineiramente tanto em movimentos rápidos e dramáticos quanto em mudanças lentas e graduais.
V. O. Key Jr., E. E. Schattschneider, James L. Sundquist e Walter Dean Burnham são geralmente creditados por desenvolver e refinar a teoria do realinhamento. Embora tivessem divergências em alguns detalhes, os primeiros estudiosos de realinhamentos geralmente concluíram que padrões sistemáticos são identificáveis nas eleições nacionais americanas, de modo que ciclos ocorrem em um cronograma regular: aproximadamente a cada 36 anos. Esse período de cerca de 30 anos se relaciona com a ideia de que esses ciclos estão intimamente ligados à mudança geracional. No entanto, estudiosos posteriores, como Shafer e Reichley, argumentam que os padrões são mais longos, próximos a 50–60 anos de duração. Citando o domínio democrata de 1800 a 1860 e o domínio republicano de 1860 a 1932 como exemplos, Reichley sustenta que as únicas verdadeiras eleições de realinhamento ocorreram nesses períodos de 60 anos. Dado o longo intervalo desde o último realinhamento amplamente aceito, em 1932, estudiosos mais recentes teorizaram que os realinhamentos não operam em nenhuma escala temporal consistente, mas ocorrem sempre que surgem as mudanças políticas, sociais e econômicas necessárias.

### Realinhamentos de eleitores
Um componente central do realinhamento é a mudança de comportamento dos grupos de eleitores. No contexto do voto, realinhamento refere-se à mudança das preferências de um partido para outro. Isso contrasta com o desalinhamento, em que um grupo de eleitores abandona um partido devido à apatia eleitoral ou para se tornar independente. Nos EUA e na Austrália, como as ideologias dos partidos definem muitos aspectos da vida dos eleitores e as decisões que tomam, um realinhamento de eleitores tende a ter efeito duradouro.
No Reino Unido, no Canadá e em outros países, o fenômeno do realinhamento político não é tão drástico. Devido ao sistema multipartidário, eleitores têm tendência a mudar de partido ocasionalmente, talvez apenas por uma eleição, já que há muito menos lealdade a um partido específico.

## Questões culturais
Os principais partidos políticos nos Estados Unidos mantêm o mesmo nome há mais de um século, mas não há dúvida de que seus valores e intenções mudaram. Embora o realinhamento seja causado por várias razões, um dos maiores fatores são as questões culturais. A cultura de uma população se altera com o tempo à medida que a tecnologia avança, as necessidades mudam e os valores evoluem. Com essa mudança, as visões e desejos da população também mudam, resultando em partidos que se realinham para permanecer relevantes.
Nos últimos anos, a comunidade LGBTQ tornou-se um fator crescente na política global. Sua presença crescente gerou várias preocupações importantes que são mais difundidas e divulgadas do que eram antes. Essas questões e preocupações são reconhecidas pelos partidos políticos, criando pequenos deslocamentos e realinhamentos. Por exemplo, em 2022, foram apresentadas 315 propostas de lei em diversas legislaturas estaduais dos EUA consideradas anti-LGBTQ. Dessas, 29 foram sancionadas como lei estadual. Essas novas leis levarão, em última instância, à divergência pública e ao realinhamento político à medida que partidos apoiam valores diferentes. Isso ilustra a realidade das mudanças culturais (presença LGBTQ publicizada) e sua correlação não apenas com direitos e política, mas com o realinhamento de partidos para aderir a valores e objetivos relacionados a uma questão social específica.
Ao discutir outras questões sociais em evolução e sua relação com o realinhamento partidário, o crescente debate sobre o aborto mostra relevância para valores partidários recém-formados. Esses valores, que diferenciam certos partidos, podem ser atribuídos às políticas federais de aborto, que foram alteradas, defendidas e perdidas, criando uma questão social de grande impacto. Desde Roe v. Wade, o aborto tornou-se um aspecto central da política nos EUA. Além disso, o caso Dobbs v. Jackson Women's Health Organization de 2022 gerou novas controvérsias ao derrubar o direito constitucional ao aborto garantido por Roe v. Wade em 1973. A questão do aborto, as restrições estaduais e o fim do financiamento federal para procedimentos geraram tumulto político nos EUA. Por exemplo, muitas legislaturas estaduais, membros do Congresso e outras autoridades políticas impuseram restrições a seguros, financiamento e acessibilidade ao aborto. Essas ações motivaram ativistas a lutar pelo direito ao aborto e levaram partidos políticos a definir suas posições e se realinhar.

## Estados Unidos

### Realinhamento político na história dos Estados Unidos
- Eleição de 1800 — Thomas Jefferson
  - Esta eleição completou a transferência de poder no Primeiro Sistema Partidário do Partido Federalista, liderado por Alexander Hamilton, para Jefferson e seu Partido Democrata-Republicano. O eixo de poder deslocou-se da Nova Inglaterra para o Sul e a democracia jeffersoniana tornou-se a ideologia dominante.
  - Os republicanos ganharam 19,7% de cadeiras na Câmara em 1800, 9,4% em 1802 e 9,7% em 1804, totalizando ganho de 38,8% em três eleições.
  - Em 1812, os federalistas chegaram a um estado de vencer. Um deslocamento maior na política eleitoral ocorreu no período de 1812–1816, quando os federalistas foram desacreditados após se oporem à Guerra de 1812.
- Eleição de 1828 — Andrew Jackson
  - Esta eleição redefiniu o sistema partidário nos Estados Unidos, estabelecendo o Segundo Sistema Partidário, dominado pela democracia jacksoniana. Os democrata-republicanos dividiram-se em dois partidos, posteriormente renomeados Partido Democrata e Partido Whig. Os democratas foram liderados por Andrew Jackson do Tennessee e Martin Van Buren de Nova York. Em 1834, os whigs emergiram como oposição a Jackson, sob a liderança de Henry Clay do Kentucky.[22]
- Eleição de 1860 — Abraham Lincoln
  - Após o colapso dos whigs em 1852, os alinhamentos partidários ficaram em turbulência, com vários terceiros partidos, como os Know Nothings e o Partido de Oposição. O sistema estabilizou-se em 1858, e a eleição marcou a ascensão do Partido Republicano. Abraham Lincoln superou três concorrentes — mesmo que tivessem se unido, ele ainda obteria maioria no Colégio Eleitoral. O partido comprometeu-se com o fim a longo prazo da escravidão, causando a secessão. Durante a guerra, sob liderança de Lincoln, os republicanos passaram a buscar o fim imediato da escravidão.[22] Em 1864, os republicanos formaram uma coalizão de seguidores da ideologia do "trabalho livre", além de soldados e veteranos do Exército da União. (Desde então, as forças armadas tendem a apoiar os republicanos.)
    - O Partido Republicano passou de 18,3% da Câmara em 1854 para 38,0% em 1856, 48,7% em 1858 e 59,0% em 1860, totalizando ganho de 40,7% em quatro eleições.[23]
- Eleição de 1896 — William McKinley
  - O status desta eleição é controverso; alguns cientistas políticos, como Jerome Clubb, não a consideram realinhante. Outros, como Kleppner e Burnham, consideram-na o realinhamento definitivo, enfatizando mudança nas regras do jogo, novos líderes, mudanças nas alianças de voto e o surgimento de um novo conjunto de questões, com o declínio dos temas da Guerra Civil. O financiamento de titulares foi substituído por arrecadação externa de empresas em 1896 — uma mudança marcante. Além disso, as táticas de McKinley contra William Jennings Bryan (desenvolvidas por Mark Hanna) transformaram a campanha moderna. McKinley arrecadou muito das empresas, gastando 10 vezes mais que Bryan. Bryan, por sua vez, inventou a técnica moderna de campanha intensiva em estados competitivos.[24][25]
  - Embora os republicanos tenham perdido cadeiras em 1896, isso sucedeu um ganho maciço em duas eleições: de 25,9% em 1890 para 34,8% em 1892 e 71,1% em 1894, totalizando ganho de 45,2%. Perderam 13,4% em 1896, mas mantiveram 57,7%.
  - Em termos de correlações entre condados, 1896 é um fracasso como realinhamento, mas apenas se considerado em uma única eleição. Se realinhamento for visto como movimento geracional de longo prazo, a mudança pode ocorrer ao longo de várias eleições, mesmo havendo uma eleição "crítica" definindo o novo alinhamento. Assim, o realinhamento de 1896 realmente começou por volta de 1892, com o ganho recorde de 130 cadeiras em 1894, deixando poucas para ganhar em 1896. Contudo, a eleição presidencial de 1896 é considerada o início do novo realinhamento, pois permitiu à nação decidir conscientemente o futuro da política industrial ao escolher McKinley sobre Bryan, tornando-se a eleição definidora.[26] A eleição de 1876 supera melhor o teste numérico em comparação com 1896 isolado, e Mayhew (2004) argumenta que ela resultou em mudanças mais drásticas: a Reconstrução cessou repentinamente, afro-americanos no Sul seriam completamente privados do voto, e políticos passaram a focar novas questões (como tarifas e reforma do serviço público).
- Eleição de 1932 — Franklin D. Roosevelt
  - De todas as eleições realinhantes, esta é a mais consensual entre cientistas políticos e historiadores; é a eleição archetype.[26] Admiradores de FDR, como Arthur Schlesinger, Jr., argumentam que as políticas do New Deal, desenvolvidas em resposta à crise de 1929 e às agruras da Grande Depressão sob Herbert Hoover, representaram um fenômeno totalmente novo. Historiadores críticos como Carl Degler e David Kennedy veem muita continuidade com as políticas energéticas, porém malsucedidas, de Hoover. Em muitos aspectos, o legado de Roosevelt ainda define o Partido Democrata; ele forjou a duradoura Coligação do New Deal de máquinas de grandes cidades, o Sul branco, intelectuais, sindicatos, católicos, judeus e ocidentais. Em 1936, afro-americanos foram adicionados à coligação (antes, negados ao voto ou votando republicano). Por exemplo, Pittsburgh, bastião republicano desde a Guerra Civil, tornou-se fortaleza democrata e elege prefeito democrata desde então.
  - Os democratas passaram de 37,7% de cadeiras na Câmara em 1928 para 49,6% em 1930 e 71,9% em 1932, total ganho de 34,2% em duas eleições.
  - No Senado, passaram de 40,6% em 1928 para 49% em 1930 e 61,5% em 1932, ganho total de 20,9% em duas eleições.

### Outros possíveis realinhamentos políticos
Existe debate sobre quais eleições após 1932 podem ser consideradas realinhantes. Embora vários candidatos tenham sido propostos, não há consenso:
- Eleições de 1874
  - As eleições de 1874 viram ressurgimento do Partido Democrata. O descontentamento com a presidência de Ulysses S. Grant e a depressão econômica conhecida como Pânico de 1873, além do retorno lento de Republicanos Liberais de sua chapa de terceiro partido de 1872, energizaram os democratas. Eles não controlavam nenhuma casa do Congresso desde antes da Reconstrução. O realinhamento significou que os democratas controlaram a Câmara de 1875 até a derrota massiva de 1894. Apesar de vitórias apertadas em eleições presidenciais nesse período, os republicanos mal venceram. O Civil Rights Act of 1875, aprovado na sessão "lame-duck" após as eleições de 1874, foi o último grande ato de Reconstrução, de valor simbólico. A nova força democrata marcou o fim da legislação reconstrucionista. Com o fim da Reconstrução, os 11 estados confederados formaram um sistema de partido dominante conhecido como Solid South. As tarifas e, especialmente, a política monetária emergiram como grandes debates ideológicos após 1874.[28][29]
- 1964 e 1968 — Lyndon B. Johnson e Richard Nixon
  - A eleição de 1968 é citada por conta da campanha inovadora de Nixon.[30] Ao concorrer contra Hubert Humphrey, Nixon empregou a Estratégia do Sul, apelando a eleitores brancos do Sul com chamada a "direitos estaduais", interpretada como oposição ao transporte escolar forçado. Democratas alegaram que Nixon explorou medos raciais para conquistar sulistas e eleitores brancos urbanos.[31] A coligação do New Deal durou mais de 30 anos, mas após revoltas urbanas e crise do Vietnã nos anos 1960, seus parceiros se dispersaram, preparando terreno para a retomada republicana. A queda de Nixon adiou o realinhamento que viria com Reagan, enquanto o termo "liberalismo" caiu em descrédito.[carece de fontes?]
  - Incluir 1968 mantém padrão cíclico de ~30 anos: 1896–1932, 1932–1964 e 1964–1994.
  - Para cientistas políticos, 1964 foi principalmente realinhamento por questões. O estudo clássico da eleição de 1964, de Carmines e Stimson (1989), mostra como a polarização de ativistas e elites em questões raciais enviou sinais claros ao público sobre a mudança histórica da posição de cada partido em Direitos Civis.[carece de fontes?] Notavelmente, apenas 50% dos afro-americanos se identificavam como democratas em 1960, ante 82% em 1964, com porcentuais ainda maiores no século XXI. O indicador mais claro foi que estados do Sul Profundo, como Mississippi, votaram em Johnson em 1964. Em contraste, muitos bastiões republicanos do Nordeste e Meio-Oeste votaram em Johnson.
  - Muitos analistas não consideram 1968 realinhante pois o Controle do Congresso não mudou; os democratas controlaram o Senado até 1980 (e novamente de 1986 a 1994) e a Câmara até 1994.[26] Também faltou mudança significativa na orientação partidária do eleitorado. Outros estudiosos[32] sustentam que foi o início de um desalinhamento de 30 anos, com eleitores movendo-se a independência política, encerrado em 1994.
- Eleição de 1980 — Ronald Reagan
  - Nesta eleição, Ronald Reagan venceu esmagadoramente o democrata Jimmy Carter, que ganhou apenas seis estados (além do Distrito de Columbia), representando 10% do Colégio Eleitoral. Os republicanos também conquistaram o Senado pela primeira vez em mais de 25 anos.
  - A eleição de 1980 pode ser vista como realinhamento ideológico, marcando o início da Era Reagan e um realinhamento ao conservadorismo e políticas conservadoras.[33][34][35] Além disso, os "Reagan Democrats" surgiram em função de sua presidência e campanhas.[35] Muitos estudiosos consideram suas políticas suficientemente novas para caracterizar 1980 como eleição realinhante.[36]
  - Por outro lado, críticos como Mayhew (2004) observam que o controle da Câmara não mudou, nem quase mudou, em 1983 em comparação com 1973. Os republicanos perderam cadeiras na Câmara em 1983 em relação a 1973. Além disso, o Senado voltou a ser republicano apenas seis anos depois, sugerindo que os senadores aproveitaram o "efeito carona" de Reagan, sem indicar mudança real na preferência ideológica. Também faltou mudança no alinhamento partidário em pesquisa de opinião pública.[37] Tanto liberais, como o Prêmio Nobel Paul Krugman, quanto conservadores, como o comunicador Pat Buchanan, argumentam que a vitória de Nixon em 1968 preparou o terreno para Reagan, e o sucesso de Reagan em estados do Sul Profundo, tradicionalmente democratas, assim como sua retórica sobre lei e ordem e direitos estaduais que lembrava a Estratégia do Sul, reforçam essa ideia.[38][39]
- Eleição de 1992 — Bill Clinton
  - Clinton venceu vários estados antes republicanos ou balança no Nordeste e na Costa Oeste. Notavelmente, Califórnia, antes fiéis aos republicanos, tornou-se consistentemente democrata, desde então carregada pelo partido democrático. Outros estados que mudaram e permaneceram democratas incluem Connecticut, Delaware, Illinois, Maine, Maryland, Nova Jersey e Vermont. Em contraste, embora Clinton fosse do Sul, venceu apenas quatro estados confederados: Arkansas (seu estado natal), Louisiana, Tennessee (estado natal de seu vice, Al Gore) e Geórgia, confirmando-o como base republicana.
  - Desde 1992, o candidato democrata venceu o voto popular nacional em todas as eleições presidenciais, exceto em 2004 e 2024, sugerindo um realinhamento nacional afastado da dominação republicana dos anos 70 e 80. Essa tendência nacional para democratas não se traduziu necessariamente em vitórias no Congresso. No entanto, os republicanos permaneceram competitivos, obtendo ganhos históricos em 1994 e 2010 nas eleições de meio de mandato, embora o eleitorado difira entre eleições presidenciais e de meio de mandato.[40]
- Câmara de 1994 e Senado de 1994[41]
  - Esta eleição é agora geralmente vista como realinhante por cientistas políticos.[41] Os republicanos conquistaram maioria na Câmara e no Senado, controlando ambas as casas pela primeira vez desde 1954. Além disso, mantiveram o controle da Câmara até 2007. Newt Gingrich, que promoveu o "Contrato com a América", nacionalizou a campanha ao coordenar disputas em todo o país. A vitória estrondosa dos republicanos indica realinhamento; o partido ganhou 54 cadeiras, enquanto nenhum partido ganhou mais que poucos assentos até 2006.
  - Os republicanos ganharam cadeiras em 43 das 46 assembleias legislativas estaduais. Esses ganhos continuaram na década seguinte, de modo que em 2002 o partido detinha maioria nas legislaturas estaduais pela primeira vez em cinquenta anos.[41]
  - Notavelmente, o período de declínio partidário e massivo desalinhamento aparenta ter terminado nos anos 90. A força do partidarismo, medida pelo National Election Study, aumentou nos anos 90, assim como o percentual do público que percebe diferenças importantes entre cada partido.[41]
  - Esta eleição também indica a ascensão de questões religiosas como um dos principais clivagens na política americana.[carece de fontes?] Embora a eleição de Reagan tenha sugerido a importância da direita religiosa, foi a formação da Coalizão Cristã (sucessora da Moral Majority) no início dos anos 90 que proporcionou músculo organizacional e financeiro, especialmente no nível estadual.[42] Em 2004, a mídia retratou a nação política dividida em estados "vermelhos" (republicanos) e estados "azuis" (democratas), com supostas diferenças culturais e políticas entre os dois blocos.
  - Os republicanos fizeram avanços históricos no Solid South, conquistando 19 cadeiras na Câmara. Antes da eleição, democratas superavam republicanos. Após, os republicanos superavam os democratas pela primeira vez desde a Era da Reconstrução.[43]
- Eleição de 2008 — Barack Obama
  - Em 2008, os democratas ampliaram suas maiorias no Congresso e venceram a presidência com folga. Isso deveu-se ao impulso da vitória de 2006 e à impopularidade de George W. Bush, então enfrentando crise financeira e recessão. Alguns acreditam que 2008 é possivelmente uma eleição realinhante de longo impacto, assim como 1932 e 1980.[44][45] Obama foi reeleito em 2012, tornando-se apenas o terceiro democrata a conquistar maioria absoluta do voto popular mais de uma vez,[46] perdendo apenas dois estados vencidos em 2008.[47]
  - Por outro lado, o Partido Republicano obteve grandes ganhos em 2010, retomando a Câmara com ganho de 63 cadeiras, maior desde 1938, além de ganhar seis assentos no Senado, reduzindo a maioria democrata. Apesar da reeleição de Obama em 2012, os republicanos tiveram bom desempenho em 2014; aumentaram a maioria na Câmara, reconquistaram o Senado e ganharam nas eleições governamentais estaduais, totalizando 31 governadores republicanos e 68 legislaturas estaduais sob controle republicano, alcançando a maior maioria em quase um século.[48][49][50]
- Eleição de 2016 — Donald Trump
  - Nesta eleição, o republicano Donald Trump venceu Wisconsin, Michigan e Pensilvânia, estados do Meio-Oeste e Rust Belt antes tidos como democratas, embora competitivos em eleições anteriores. Trump quase venceu New Hampshire, Minnesota e Maine.[51]
  - Contudo, em 2018, o Partido Republicano perdeu a Câmara, mas ganhou duas cadeiras no Senado, de modo que o efeito completo de 2016 como eleição crítica ainda está por se revelar.
  - Além disso, Donald Trump foi derrotado pelo ex-vice-presidente e candidato democrata Joe Biden na eleição presidencial de 2020. Particularmente, Trump perdeu Wisconsin, Pensilvânia e Michigan, estados-chave de 2016, embora por margens estreitas em comparação com a era Obama.

## Canadá
A história das eleições de realinhamento crítico no Canadá, tanto em nível nacional quanto nas províncias, é abordada por Argyle (2011).

### Nível federal
De acordo com estudos recentes, houve quatro sistemas partidários no Canadá em nível federal desde a Confederação, cada um com seu padrão distinto de apoio social, relações de patrocínio, estilos de liderança e estratégias eleitorais. Steve Patten identifica quatro sistemas partidários na história política canadense
- O primeiro sistema partidário surgiu da política colonial pré-Confederação, teve seu auge de 1896 a 1911 e perdurou até a Crise de Conscrição de 1917, sendo caracterizado pelo patronato local administrado pelos dois maiores partidos, os Liberais e os Conservadores.
- O segundo sistema emergiu após a Primeira Guerra Mundial, teve seu auge de 1935 a 1957, foi marcado pelo regionalismo e viu o surgimento de vários partidos de protesto, como os Progressistas, o Crédit Social e a Federação Cooperativista do Commonwealth.
- O terceiro sistema surgiu em 1963, teve seu auge de 1968 a 1983 e começou a se desmantelar em seguida. Os dois maiores partidos foram desafiados por um forte terceiro partido, o Novo Partido Democrático. As campanhas nessa era tornaram-se mais nacionais em escopo devido aos mídia eletrônica, com maior foco na liderança. A política dominante da época foi a economia keynesiana.
- O quarto sistema partidário envolveu a ascensão do Partido Reformista, do Bloc Québécois e a fusão da Aliança Canadense com os Conservadores Progressistas. Observou-se a adoção de eleições internas de liderança com voto direto, além de uma grande reforma nas leis de financiamento de campanha em 2004. Esse sistema foi caracterizado por políticas orientadas para o mercado que abandonaram o keynesianismo, mantendo, entretanto, o estado de bem-estar social.

Clarkson (2005) demonstra como o Partido Liberal dominou todos os sistemas partidários, adotando diferentes abordagens. Começou com uma "abordagem clientelista" sob o Laurier, que evoluiu para um sistema de "corretagem" nas décadas de 1920, 1930 e 1940 sob Mackenzie King. A década de 1950 viu o surgimento de um "sistema pan-canadense", que perdurou até a de 1990. A eleição de 1993 — categorizada por Clarkson como um "terremoto" eleitoral que "fragmentou" o sistema partidário — marcou o surgimento de uma política regional dentro de um sistema de quatro partidos, em que vários grupos defendiam questões regionais. Clarkson conclui que o viés inerente ao sistema de votação majoritária beneficiou principalmente os Liberais.
- Eleição de 1896
  - Em 1896, o Partido Liberal obteve vitória sob Sir Wilfrid Laurier. Desde a eleição de 1867 até 1896, o Partido Conservador de John A. Macdonald governara o Canadá, com exceção de um único mandato de 1873 a 1878. Os Liberais lutaram para retomar o poder sob Laurier e seu predecessor, Edward Blake. A eleição de 1896 foi a primeira após a morte de Macdonald em 1891, e os Conservadores encontravam-se em desordem, tendo não menos que quatro líderes. Os Liberais permaneceram no poder até a eleição de 1911. Cientistas políticos consideram essa eleição como a que estabeleceu o Partido Liberal como força dominante no país, ocupando o governo por mais de dois terços do tempo entre 1896 e 2006.[56]
- Eleição de 1993
  - A eleição de 1993 registrou não apenas o sucesso estrondoso dos Liberais sob Jean Chrétien, mas também o colapso dos Conservadores Progressistas, cujo apoio migrou para partidos regionais em Quebec e nas províncias ocidentais, resultando em um sistema de cinco partidos com os Liberais como força dominante.[57] Durante seu segundo mandato, as políticas dos PCs eram impopulares, enquanto o fracasso dos acordos Meech Lake e Charlottetown frustrou Quebec e fomentou a alienação ocidental. Novos partidos regionais surgiram em protesto: o Bloc Québécois em Quebec e o Partido Reformista no oeste. O Novo Partido Democrático, tradicional terceira força, caiu de 43 para 9 cadeiras, ao apoiar o Acordo de Charlottetown e o nacionalismo que desagradaram ao movimento sindical e ao eleitorado rural no oeste, que se voltou ao Reform. Os Conservadores Progressistas foram quase dizimados, passando de 156 para apenas 2 cadeiras — a pior derrota de um governo em exercício em nível federal.
  - Os Liberais de Chrétien venceriam mais duas maiorias em 1997 e 2000, sem serem seriamente desafiados como maior partido. Os Conservadores Progressistas não se recuperaram, fundindo-se em 2003 com o sucessor do Reform, a Aliança Canadense, formando o atual Partido Conservador do Canadá.
  - O Bloc Québécois permaneceu relevante, conquistando a maior ou segunda maior bancada em Quebec em todas as eleições desde então (exceto 2011 e 2015).
- Eleição de 2004
  - Embora os Liberais de Paul Martin mantivessem cadeiras suficientes para continuar no governo, houve o ressurgimento de um Partido Conservador unido, resultando em um sistema de quatro partidos. Foi a primeira de três eleições sem maioria absoluta.

### Alberta
Alberta tem tradição de domínio de um só partido, em que um partido governa por longo período antes de perder o poder. De 1905 a 2015, Alberta mudou de governo apenas quatro vezes, sem que qualquer partido retornasse ao poder. As eleições de 1921, 1935, 1971 e 2015 marcaram o fim de cada dinastia e um realinhamento do sistema partidário provincial.
A eleição de 2019 também foi apontada como realinhamento: embora o Novo Partido Democrático tenha sido derrotado após um mandato, manteve base sólida de cadeiras e continuou competitivo em pesquisas e arrecadação de fundos, indicando possível desenvolvimento de um sistema de dois partidos contra o Partido Conservador Unido.

### Colúmbia Britânica
- 1991 – fim do Social Credit como força efetiva. Os Socreds de Rita Johnston foram reduzidos a terceiro partido, enquanto o Novo Partido Democrático de Mike Harcourt formou o governo. O líder do Partido Liberal Gordon Wilson surpreendeu ao conquistar um terço dos votos, garantindo o retorno à legislatura e a condição de oposição oficial.
- 2001 – a centro-direita uniu-se em torno do Partido Liberal da BC, que ganhou 77 das 79 cadeiras e 57,6% dos votos. Isso reconstituiu a antiga coalizão do Social Credit. Ao mesmo tempo, o NDP sofreu impopularidade após escândalos (como o Escândalo dos Fast Ferries), não conseguindo derrotar a maioria liberal até 2017.
- 2024 – a centro-direita concentrou-se no Partido Conservador da BC, que conquistou 44 das 93 cadeiras e 43,28% dos votos, sua primeira vitória em quase 50 anos e melhor desempenho em 72 anos. O ex-BC United (antes Partido Liberal da BC), então oposição oficial, retirou-se da disputa para evitar divisão de votos.

### Quebec
Um número considerável de eleições gerais em Quebec é caracterizado por alta rotatividade de cadeiras, sendo consideradas realinhadoras:
- 1936 – encerrou 39 anos de governo liberal (16 deles sob Louis-Alexandre Taschereau), marcando a ascensão da União Nacional de Maurice Duplessis, que governaria até 1960, exceto um mandato.
- 1960 – pôs fim a 15 anos de governo da União Nacional e deu início à Revolução Tranquila sob Jean Lesage.
- 1976 – o Partido Québécois de René Lévesque obteve avanço na Assembleia Nacional e tornou a soberania o principal tema político, com partidos alinhando-se no espectro soberanista–federalista.
- 2018 – sugeriu o fim da divisão soberanista–federalista devido ao surgimento da Coalition Avenir Québec, que fez campanha em plataforma nacionalista, descartando a soberania.

Desde a década de 1990, as eleições provinciais em Quebec mostram crescente realinhamento do eleitorado e volatilidade no apoio partidário. O Partido Liberal de Quebec (sem afiliação aos Liberais federais desde 1955) mantém-se como força importante, enfrentando vários partidos de oposição.

## Fora da América do Norte

### Ásia
Índia
- 1977 – vitória do Partido Janata, derrotando o Congresso Nacional Indiano
  - O esquerdista Congresso Nacional Indiano, que liderou o país à independência do Reino Unido em 1947 e venceu todas as eleições gerais desde 1952, perdeu o poder para o Partido Janata de Morarji Desai após a impopular imposição do Estado de Emergência por Indira Gandhi em 1975. Tanto Indira Gandhi quanto seu filho Sanjay perderam seus mandatos.
- 2014 – vitória do Partido Bharatiya Janata, derrotando o Congresso Nacional Indiano
  - O Congresso sofreu grande declínio em nível nacional e estadual, enquanto o BJP ocupou a posição dominante do Congresso.[60] O Congresso foi derrotado novamente nas 2019 e 2024. Até 2019, o Congresso nunca ficara mais de um mandato fora do poder.[61]

Israel
1977 – vitória do Likud sobre a Aliança, liderada pelo Partido Trabalhista de Israel. Pela primeira vez, o Likud formou governo. Nos primeiros 29 anos de independência, a política israelense fora dominada pelos partidos de esquerda Labor e seu predecessor Mapai. A direita, especialmente Menachem Begin, era outrora considerada inaceitável pela esquerda; conforme Ben Gurion declarara, entraria em coligações com todos, exceto comunistas e Begin. Antes de 1977, blocos de direita e religiosos raramente alcançavam maioria absoluta; desde então, predominaram, com exceções pontuais. Devido à corrupção no Trabalhista, eleitores migraram para o Movimento Democrático pela Mudança, que conquistou 15 cadeiras e ficou em terceiro. O movimento colapsou em três anos, permitindo a retomada do Trabalhista. Trabalhista e Likud dominaram até 2003, quando o Trabalhista entrou em declínio após o fracasso dos Acordos de Oslo e o início da Segunda Intifada.

Palestina
2006 (Autoridade Nacional Palestina) — vitória do Hamas; Ismail Haniyeh como Primeiro-ministro
- Em janeiro de 2006, o Hamas, classificado como grupo terrorista pelos EUA e outros, obteve ampla vitória sobre o Fatah, então sob Yasser Arafat. A administração Bush, o Quarteto para o Oriente Médio e Israel ameaçaram cortar ajuda à Autoridade Palestina se o Hamas não abandonasse táticas terroristas e reconhecesse Israel. Sem essa concessão a tempo, serviços colapsaram sob o governo Hamas, e apoio ocidental a paramilitares do Fatah levou ao Conflito Fatah–Hamas em dezembro de 2006. O presidente Mahmud Abbas suspendeu o governo Hamas e instalou um interino liderado por Salam Fayyad.

Taiwan
2000 — Chen Shui-bian
- Apesar de mais popular e líder nas pesquisas, James Soong não obteve a nomeação do Kuomintang (KMT), sendo expulso ao concorrer como independente. A divisão no voto do KMT permitiu a vitória de Chen do Partido Progressista Democrático, com apenas 39% dos votos. Soong fundou o Partido Primeiro o Povo, atraindo membros do KMT e do Novo Partido. Irritado, o KMT expulsou Lee Teng-hui, suspeito de favorecer Chen. Lee fundou a União pela Solidariedade de Taiwan. Esses eventos transformaram a política taiwanesa: o KMT perdeu a presidência pela primeira vez em 50 anos e iniciou reformas internas. Os novos partidos confirmaram a natureza multipartidária nas legislativas de 2001. O KMT retornou ao poder em 2008 sob Ma Ying-jeou.

Turquia
- 2002 — vitória do Partido da Justiça e Desenvolvimento
  - Essa eleição ejetou do Parlamento todos os partidos da anterior Grande Assembleia Nacional da Turquia por não atingirem a cláusula de 10%. Incluiu a coalizão do Partido da Esquerda Democrática (Turquia), o Partido da Pátria (Turquia) e o Partido do Movimento Nacionalista, além do Partido do Caminho Verdadeiro. O AKP, formado então, domina a política turca desde então.

### Europa

#### Alemanha
- Eleições federais alemãs de 1998 – primeira vitória de uma coalizão vermelho-verde em nível federal
  - A eleição produziu a primeira maioria de centro-esquerda da história federal da Alemanha. O SPD ficou em primeiro lugar pela primeira vez desde 1972 e pela segunda vez desde a Segunda Guerra Mundial. A votação derrubou Helmut Kohl após 16 anos no poder e sua presidência durante a reunificação alemã. Com cinco partidos ultrapassando o limite de 5% de votos, indicou-se um cenário político mais fragmentado na República de Berlim. O FDP saiu do governo após 29 anos consecutivos.

#### Dinamarca
- Eleições gerais dinamarquesas de 1973 – Poul Hartling como primeiro-ministro da Dinamarca
  - As eleições gerais dinamarquesas de 1973 são conhecidas como as Eleições Esmagadoras (em dinamarquês: Jordskredsvalget), pois cinco partidos novos ou sem representação anterior conquistaram assentos, substituindo mais da metade dos membros do parlamento. O Partido Social-Democrata, que liderava um governo minoritário, perdeu um terço de seus assentos. Após a eleição, Poul Hartling, líder do Venstre, formou o menor governo minoritário da história dinamarquesa com apenas 22 assentos, apoiado pelo Partido do Progresso, pelo Partido Popular Conservador, pelo Partido Social Liberal, pelo Centro Democrático e pelo Partido Popular Cristão.

#### Espanha
- Eleições gerais espanholas de 1982 – vitória do PSOE
  - Nesta eleição, a então governante UCD, que conduzira o país em sua transição para a democracia, foi praticamente extinta, caindo para apenas 11 assentos e sendo substituída como principal partido não socialista pela Aliança Popular. A UCD dissolveu-se logo após. O PSOE e a AP – posteriormente transformada no Partido Popular – dominarão a política espanhola pelas três décadas seguintes, até as eleições de 1996.

#### Estônia
- Eleições parlamentares estonianas de 2007
  - As eleições consagraram o Partido Reformista da Estônia como maior partido em nível nacional, posição que mantém até hoje.

#### França
- Eleição presidencial francesa de 2017
  - Nem o Partido Socialista nem os Republicanos chegaram ao segundo turno, a primeira vez desde a Segunda Guerra Mundial que as correntes tradicionais não estiveram representadas. Em vez disso, os dois finalistas – o eventual vencedor, o liberal centrista pró-europeu Emmanuel Macron do En Marche, e a far-right euroscética Marine Le Pen da Frente Nacional – foram vistos como representantes de um novo espectro político entre o protecionismo conservador e o globalismo liberal.[62] Um realinhamento semelhante ocorreu na eleição legislativa de 2017.

#### Grécia
- Eleições legislativas gregas de maio de 2012
  - Os dois principais partidos da Grécia desde a restauração da democracia em 1974, Nova Democracia e o PASOK, viram seu apoio ceder de quase 80% em 2009 para apenas um terço, devido ao apoio às medidas de austeridade na crise da dívida grega. Nestas eleições, o PASOK caiu do primeiro para o terceiro lugar. Também houve migração do voto de esquerda para a SYRIZA, euroscética, que se colocou na vanguarda da oposição às políticas de austeridade e ao neoliberalismo da União Europeia.

#### Hungria
- Eleições parlamentares húngaras de 2010
  - A eleição resultou na vitória esmagadora do Fidesz, obtendo maioria de dois terços no parlamento, enquanto o rival de longa data, o MSZP, foi drasticamente enfraquecido, encerrando o sistema bipartidário de fato desde 1998. Dois grandes partidos da "virada de regime", o Fórum Democrata Húngaro e a Aliança dos Democratas Livres, perderam todos os assentos. Dois novos partidos, Jobbik e LMP, surgiram. Após 2010, sob o governo do Fidesz liderado por Viktor Orbán, a Hungria foi reclassificada pela Freedom House de democracia para um regime de transição ou híbrido.[63]

#### Irlanda
- Eleições gerais irlandesas de 1932 – vitória do Fianna Fáil; Éamon de Valera como Presidente do Conselho Executivo do Estado Livre Irlandês
  - Esta eleição resultou na ascensão do Fianna Fáil, liderado por Éamon de Valera, como maior partido no Dáil Éireann pela primeira vez. O Fianna Fáil permaneceu no poder pelos dezesseis anos seguintes e continuou sendo o maior partido no Dáil pelos próximos 79 anos, servindo como governo em mais de 58 desses anos.

- Eleições gerais irlandesas de 2011
  - Fianna Fáil, que governara a Irlanda na maior parte do período pós-independência, foi fortemente derrotado após a revolta popular pela crise financeira irlandesa. Pela primeira vez, o Fine Gael ultrapassou o Fianna Fáil em votos e assentos, enquanto o Fianna Fáil caiu para o terceiro lugar em ambos. O Fine Gael e o segundo maior partido no Dáil, o Partido Trabalhista, formaram um governo de coalizão.

- Eleições gerais irlandesas de 2020
  - Nesta eleição, os três maiores partidos conquistaram cada um entre 20% e 25% dos votos, junto ao melhor resultado do Sinn Féin desde 1923 (37 dos 160 assentos), antes da formação do Fianna Fáil. Com os dois partidos dominantes, Fine Gael e Fianna Fáil, somando apenas 38 e 35 assentos (menos dos 80 necessários para a maioria), houve um rompimento do modelo bipartidário, aproximando-se de um resultado tripartidário.

#### Itália
- Eleições gerais italianas de 1994 – vitória do Forza Italia/Polo das Liberdades
  - Esta eleição resultou na quase extinção do Partido Popular Italiano (renomeado de Democracia Cristã), maior partido do país desde 1946. O Partido Socialista Italiano também foi dizimado, encerrando sua influência de três décadas.

#### Lituânia
- Eleições parlamentares lituanas de 2000
  - Nessas eleições, os blocos liderados pelo Partido Comunista da Lituânia/Partido Democrático do Trabalho da Lituânia e pelo Sąjūdis/União da Pátria, que dominavam desde 1990, foram superados por partidos populistas (Nova União (Liberais Sociais)) e liberais (União Liberal da Lituânia). Esses partidos (e seus sucessores, o Partido Trabalhista, a União Liberal e de Centro e o Movimento Liberal) tornaram-se fundamentais em coalizões subsequentes.

#### Polônia
- Eleições parlamentares polonesas de 2005
  - As eleições resultaram na esperada derrota do governo pós-comunista da Aliança da Esquerda Democrática, com partidos conservadores como Lei e Justiça e Plataforma Cívica emergindo como as forças dominantes na Polônia.

#### Reino Unido
- Eleições gerais do Reino Unido de 1918 na Irlanda — vitória do Sinn Féin
  - Nas quatro décadas anteriores, a política irlandesa fora dominada pelo nacionalista moderado Partido Parlamentar Irlandês, que buscava autonomia interna dentro do Reino Unido. As eleições gerais de 1918 foram uma vitória estrondosa do partido republicano Sinn Féin, que conquistou quase 70% dos assentos. Os novos deputados do Sinn Féin recusaram-se a tomar seus lugares na Câmara dos Comuns e, em vez disso, criaram sua própria assembleia republicana chamada Dáil Éireann. Essa assembleia emitiu uma declaração unilateral de independência, que levou ao início da Guerra de Independência e eventualmente à independência da Irlanda do Reino Unido em 1922. O Partido Parlamentar Irlandês nunca se recuperou dessa derrota. Os dois maiores partidos da Irlanda, Fianna Fáil e Fine Gael, originaram-se de cisões no Sinn Féin vencedor de 1918.

- Eleições gerais do Reino Unido de 1922 – o Partido Trabalhista forma a Oposição Leal
  - Por mais de 200 anos, os Liberais e os Conservadores (e seus antecessores) foram os dois principais partidos do Reino Unido; entretanto, as eleições gerais de 1922 viram o Partido Trabalhista ultrapassar os Liberais no cenário político. Desde então, Trabalhistas e Conservadores têm sido as duas maiores forças, alternando-se no governo.

- Eleições gerais do Reino Unido de 1979 – vitória dos Conservadores; Margaret Thatcher como primeira-ministra
  - Esta eleição levou os Conservadores ao governo, onde permaneceram por dezoito anos ininterruptos. As políticas de monetarismo e privatização de Thatcher representaram uma vertente de conservadorismo muito diferente da dos governos anteriores e uma mudança ousada em relação ao consenso do pós-guerra existente desde 1945. As repercussões levaram à formação de um novo partido centrista por alguns parlamentares desiludidos do Trabalhista (o Partido Social Democrata – SDP) em 1981, e a um longo período na oposição para o Trabalhista, durante o qual abandonou muitas políticas socialistas (notadamente a Cláusula IV, que defendia a propriedade comum), sendo transformado em "Novo Trabalhismo" antes de retornar ao governo em uma vitória avassaladora nas eleições de 1997 sob a liderança de Tony Blair. Em um nível mais básico, isso levou a uma mudança no padrão de votação, à medida que o tradicional voto de classe começou a se desintegrar e muitos trabalhadores qualificados, proprietários de imóveis e eleitores do sul da Inglaterra passaram a votar nos Conservadores, enquanto muitos profissionais do setor público transferiram seu apoio para o Trabalhista.

- Eleições gerais do Reino Unido de 2015
  - A eleição fez emergir o Euroceticismo e o Nacionalismo Escocês como forças majoritárias no discurso político do Reino Unido, com o UKIP e o SNP terminando em terceiro lugar, respectivamente, em votos populares e número de assentos, e os Democratas Liberais, o tradicional terceiro partido, perdendo 49 dos 57 assentos conquistados nas eleições anteriores. As vitórias do SNP, em grande parte às custas do Trabalhista escocês e dos Liberais, consolidaram-no como partido dominante na Escócia, posição que mantém até hoje. O UKIP não manteve sucesso (conquistou apenas um assento apesar de terminar em terceiro na votação popular) e entrou em declínio, mas muitas de suas políticas foram adotadas pelo Partido Conservador, que formou maioria pela primeira vez desde 1992.

- Eleições gerais do Reino Unido de 2019 – vitória do Conservador; Boris Johnson como primeiro-ministro
  - O Partido Conservador obteve uma vitória avassaladora sobre o Partido Trabalhista, conquistando muitos assentos na muralha vermelha, incluindo cadeiras que não votavam em conservadores há mais de um século.[64] Isso se repetiu nas eleições locais de 2021 para prefeitos e conselhos, onde os Conservadores fizeram grandes ganhos na muralha vermelha, mas o Trabalhista (juntamente com os Democratas Liberais e o Partido Verde) obteve avanços no sul da Inglaterra, entre eleitores mais escolarizados.

### América do Sul
Brasil
- Eleições gerais brasileiras de 2002 — Luiz Inácio Lula da Silva como Presidente do Brasil. Segundo o cientista político e ex-porta-voz da Presidência (2003–2007) André Singer, a ascensão do PT ao poder e a criação e expansão de políticas de redistribuição de renda (Bolsa Família, aumento do salário mínimo etc.) realinharam o cenário político brasileiro. Mesmo em caso de derrota eleitoral do PT, argumenta-se, nenhum presidente arriscaria reverter os programas de Lula, por temor à reação das classes mais baixas.[65] A vitória de Lula em 2002 marcou o início do primeiro governo de esquerda desde o golpe de Estado de 1964.
- Eleições gerais brasileiras de 2018 — Jair Bolsonaro foi eleito Presidente do Brasil, encerrando 13 anos de PT no poder.[66][67] A raiva pela falha da administração anterior em combater a corrupção generalizada e outras crises que assolavam o Brasil conferiu a vitória ao político conservador.[68][69]

Colômbia
- Eleição presidencial colombiana de 1930 — Enrique Olaya Herrera como Presidente da Colômbia
  - Após 44 anos de dominação pela Partido Conservador (desde 1886), a divisão da chapa conservadora, a crise econômica e o Massacre das Bananas levaram à primeira vitória do Partido Liberal em meio século. Esse período, conhecido como "República Liberal", durou 16 anos, e os liberais mantiveram série de vitórias em eleições legislativas até 2006, sendo a primeira força no Congresso em 68 de 75 anos.

Venezuela
- Eleição presidencial venezuelana de 1998 — Hugo Chávez Frías como Presidente da Venezuela
  - O resultado significou o fim do Puntofijismo que dominara a política venezuelana por 40 anos e o início da predominância do novo Movimiento Quinta República, posteriormente reformado como PSUV.

### Oceania

#### Austrália
- Eleição federal australiana de 1910 — vitória do Partido Trabalhista; Andrew Fisher como primeiro-ministro
  - A unificação do Partido Protecionista e do Partido Anti-Socialista (originalmente o Partido do Livre Comércio) no Partido Liberal da Comunidade no início de 1909 tornou esta eleição a primeira sob o que viria a ser um sistema bipartidário, entre o Partido Trabalhista, socialista democrático, e um partido não-trabalhista conservador. Também marcou o primeiro governo federal de maioria eleito.

- Eleição federal australiana de 1922 — vitória da coalizão Nacionalistas–Partido Nacional
  - Esta foi a primeira vez que um partido conservador formou a Coalizão com o Partido Country, representando criadores, agricultores e eleitores regionais. Apesar de interrupções em 1931, 1939 e 1987, essa coalizão existe até hoje entre o Partido Liberal (sucessor dos Nacionalistas) e o Partido Nacional, alternando no poder com o Partido Trabalhista Australiano em cada eleição federal.

- Eleição federal australiana de 1949 — vitória do Liberal; Robert Menzies como primeiro-ministro[70]
  - Anteriormente, o Partido Unido da Austrália (UAP) era visto como próximo às grandes empresas e à classe alta, enquanto o Partido Trabalhista apelava aos sindicalistas e às classes trabalhadora e baixa. Ao fundar o Partido Liberal para substituir o UAP após a derrota de 1943, Menzies passou a focar seu apelo nas classes médias, às quais chamou de “As Pessoas Esquecidas”. Formando coalizão com o Partido Country, reuniu liberais, conservadores e interesses rurais contra os socialistas democráticos do Partido Trabalhista. Menzies uniu defensores do livre comércio e moderados econômicos, conservadores rígidos e liberais sociais num mesmo partido, ao combater o “socialismo” trabalhista e a ameaça do comunismo na Guerra Fria.

- Eleição federal australiana de 1972 — vitória do Partido Trabalhista; Gough Whitlam como primeiro-ministro[71]
  - Após vinte e três anos de governo do Partido Liberal sob Menzies, Harold Holt, John Gorton e William McMahon, o Partido Trabalhista venceu em 1972 com o slogan “É Hora”. A eleição inaugurou novas pautas — meio ambiente, assuntos aborígenes, aborto, multiculturalismo e maior aceitação de gastos estatais — resultantes do governo Whitlam, criando um consenso bipartidário em políticas sociais. Apesar de breve, o legado Whitlam perdura em muitos aspectos até as eleições de 1996 e além.

#### Nova Zelândia
- Eleição geral da Nova Zelândia de 1890 – vitória do Liberal; John Ballance como primeiro-ministro
  - A ascensão ao poder do Partido Liberal é considerada um marco importante na história da Nova Zelândia. Marcou o início da verdadeira política partidária no país. Embora agrupamentos de políticos “Liberais” e “Conservadores” remontem à década de 1870, eram mais semelhantes a facções soltas do que a partidos propriamente organizados. Reformas econômicas e sociais massivas ocorreram após 1890, com um imposto progressivo sobre a terra combinado a arrendamentos para estimular a agricultura, o que recuperou o país da Longa depressão. O sucessor de Ballance, Richard Seddon, deu continuidade às reformas, concentrando-se principalmente no estabelecimento de políticas de bem-estar social. Pode-se argumentar que a conquista mais famosa e importante dos Liberais foi a concessão do direito de voto às mulheres, uma grande revolução social que fez da Nova Zelândia o primeiro país do mundo a permitir que as mulheres votassem.

- Eleição geral da Nova Zelândia de 1935 – vitória do Trabalhista; Michael Joseph Savage como primeiro-ministro
  - A eleição de 1935 levou o Trabalhista ao poder pela primeira vez. Grandes mudanças econômicas resultaram de sua entrada no governo no auge da Grande Depressão, que perduraria por meio século. Foi instaurado um sistema generoso de bem-estar social, denominado “segurança social” pela Lei de Segurança Social de 1938, e a economia de livre mercado existente no país foi completamente abandonada em favor de um sistema baseado no keynesianismo com tarifas mais altas, preços garantidos aos produtores e ênfase na indústria local para gerar empregos. O governo foi elogiado por suas políticas, culminando em outra vitória esmagadora na Eleição geral da Nova Zelândia de 1938. O cenário político também se transformou. A era de três partidos do início do século XX terminou quando os partidos Unido e Reformista (que haviam formado uma coalizão entre 1931 e 1935) fundiram-se totalmente, um ano depois, no novo Nacional, que permanece como principal rival do Trabalhista até hoje, alternando-se entre governo e oposição.

- Eleição geral da Nova Zelândia de 1984 – vitória do Trabalhista; David Lange como primeiro-ministro
  - A eleição do Governo Trabalhista sob a liderança de David Lange e Roger Douglas promoveu as reformas econômicas radicais, levando a Nova Zelândia de um dos sistemas capitalistas mais protegidos, regulados e dominados pelo Estado para uma posição extrema no espectro do mercado livre, aberto e competitivo. As políticas sociais também sofreram mudanças drásticas, com a visão em grande parte conservadora do país sendo remodelada por perspectivas mais liberais no governo Lange, exemplificadas pela aprovação da legislação antinuclear e da legalização da homossexualidade. As relações exteriores também mudaram consideravelmente, com a Nova Zelândia abandonando suas alianças com os Estados Unidos principalmente em razão da política antinuclear, culminando em sua exclusão do ANZUS pelos EUA e pela Austrália.

- Eleição geral da Nova Zelândia de 1996 – vitória da coalizão Nacional–Nova Zelândia Primeiro; Jim Bolger como primeiro-ministro
  - A eleição de 1996 foi a primeira realizada sob o novo sistema de representação proporcional de membros mistos (MMP), introduzido após dois referendos em 1992 e 1993, e sinalizou a transição da era bipartidária para uma nova era multipartidária.

### Europa
- Heppell, Tim. "A liderança do Partido Conservador de David Cameron: herestética e o realinhamento da política britânica." British Politics vol. 8, nº 3 (2013): 260–284.
- Hutcheson, Derek S. "A sismologia da psephologia: 'Eleições sismo' do Folketing ao Dáil." Representation vol. 47, nº 4 (2011): 471–488.
- Keil, Silke; Gabriel, Oscar. "A eleição estadual de Baden-Württemberg de 2011: um tsunami político." German Politics vol. 21, nº 2 (2012): 239–246.
- White, Timothy J. "A eleição geral irlandesa de 2011: crítica, realinhamento, desvio ou outra coisa?" Irish Journal of Public Policy vol. 3, nº 2 (2011).

### Canadá
- Johnston, Richard. "Alinhamento, realinhamento e desalinhamento no Canadá: uma visão de cima." Canadian Journal of Political Science vol. 46, nº 2 (2013): 245–271.
- Koop, Royce; Bittner, Amanda. "Partidos e eleições após 2011: o quinto sistema de partidos canadense?" In Parties, Elections, and the Future of Canadian Politics (2013): 308+.
- LeDuc, Lawrence. "A eleição federal no Canadá, maio de 2011." Electoral Studies vol. 31, nº 1 (2012): 239–242.
- Rawson, Michael F. "Antecipando o realinhamento: uma análise da eleição federal canadense de 1993" (tese de doutorado, Universidade de Western Ontario, Publicação de Teses ProQuest, 1997. MQ28648).

### Estados Unidos
- Abramowitz, Alan I.; Saunders, Kyle L. "Realinhamento ideológico no eleitorado dos EUA." Journal of Politics vol. 60, nº 3 (1998): 634–652.
- Aldrich, John H. Why Parties? The Origin and Transformation of Party Politics in America. Chicago: University of Chicago Press, 1995.
- Aldrich, John H. "Política sulista no estado e na nação." Journal of Politics vol. 62 (2000): 643–670.
- Bullock III, Charles S.; Hoffman, Donna R.; Gaddie, Ronald K. "Variações regionais no realinhamento da política americana, 1944–2004." Social Science Quarterly vol. 87, nº 3 (setembro 2006): 494+.
- Burnham, Walter Dean. Critical Elections and the Mainsprings of American Politics. 1970. ISBN 0-393-09962-8.
- Burnham, Walter Dean. "Esquemas de periodização e ‘sistemas de partidos’: o ‘Sistema de 1896’ como exemplo." Social Science History vol. 10, nº 3 (outono 1986): 263–314.
- Chambers, William N.; Burnham, Walter D., eds. American Party Systems: Stages of Political Development. 1968. ISBN 0-19-631662-6.
- Carmines, Edward G.; Stimson, James A. Issue Evolution: Race and the Transformation of American Politics. 1989. ISBN 0-691-07802-5.
- Clubb, Jerome M.; Flanigan, William H.; Zingale, Nancy H. Partisan Realignment: Voters, Parties, and Government in American History. 1990.
- Cunningham, Sean P. Cowboy Conservatism: Texas and the Rise of the Modern Right. 2010.
- DiStefano, Frank J. The Next Realignment: Why America’s Parties Are Crumbling and What Happens Next. 2019. ISBN 9781633885080.
- Frank, Michael W. "Mudança eleitoral agregada em eleições presidenciais dos EUA, 1828–1992: uma reavaliação da teoria do realinhamento" (tese de doutorado, Universidade de Illinois em Urbana-Champaign, ProQuest, 1996. 9712270).
- Gerring, John. Party Ideologies in America, 1828–1996. 1998. ISBN 0-521-78590-1.
- Gienap, William E. The Origins of the Republican Party, 1852–1856. 1987. ISBN 0-19-505501-2.
- Holt, Michael F. "A nova história política e a era da Guerra Civil." Reviews in American History vol. 13, nº 1 (março 1985): 60–69.
- Jensen, Richard J. Grass Roots Politics: Parties, Issues, and Voters, 1854–1983. Westport: Greenwood, 1983. ISBN 0-8371-6382-X.
- Jensen, Richard J. The Winning of the Midwest: Social and Political Conflict, 1888–1896. 1971. ISBN 0-226-39825-0.
- Jenkins, Shannon; Roscoe, Douglas D.; Frendreis, John P.; Gitelson, Alan R. "Dez anos após a revolução: 1994 e o controle partidário do governo." In Green e Coffey, The State of the Parties, 5ª ed.
- Key, V. O. "Uma teoria de eleições críticas." The Journal of Politics vol. 17 (1955): 3–18.
- Kleppner, Paul, ed. Evolution of American Electoral Systems. 1981. ISBN 0-313-21379-8.
- Ladd Jr., Everett C.; Hadley, Charles D. Transformations of the American Party System: Political Coalitions from the New Deal to the 1970s. 1978. ISBN 0-393-09065-5.
- Lichtman, Allan J. "Teoria das eleições críticas e a realidade da política presidencial americana, 1916–1940." American Historical Review vol. 81 (1976): 317–348.
- Lichtman, Allan J. "Realinhamento político e voto etnocultural na América do final do século XIX." Journal of Social History vol. 16, nº 3 (primavera 1983): 55–82.
- Manza, Jeff; Brooks, Clem. Social Cleavages and Political Change: Voter Alignments and U.S. Party Coalitions. Oxford University Press, 1999. ISBN 0-19-829492-1.
- McCormick, Richard P. The Second American Party System: Party Formation in the Jacksonian Era. 1966. ISBN 0-393-00680-8.
- Maisel, L. Sandy, ed. Political Parties and Elections in the United States: An Encyclopedia. 1991. ISBN 0-8240-7975-2.
- Mayhew, David R. Electoral Realignments: A Critique of an American Genre. 2004. ISBN 0-300-09336-5.
- Paulson, Arthur. Electoral Realignment and the Outlook for American Democracy. 2006. ISBN 1-55553-667-0.
- Pierce, Patrick A. "Realinhamento partidário e mudança política: um estudo de quatro estados americanos (Nova Iorque, Iowa, Califórnia, Virgínia)." Tese de doutorado, Rutgers U., 1984. ProQuest, 8424146.
- Rosenof, Theodore. Realignment: The Theory That Changed the Way We Think about American Politics. 2003. ISBN 0-7425-3105-8.
- Rapoport, Ronald; Stone, Walter. Three’s a Crowd: The Dynamic of Third Parties, Ross Perot, and Republican Resurgence. 2005. ISBN 0-472-11453-0.
- Saunders, Kyle L.; Abramowitz, Alan I. "Realinhamento ideológico e partidários ativos no eleitorado americano." American Politics Research vol. 32, nº 3 (2004): 285–309.
- Shafer, Byron, ed. "Realinhamento crítico: morto ou vivo?" In The End of Realignment. University of Wisconsin Press, 1991.
- Schlozman, Daniel. When Movements Anchor Parties: Electoral Alignments in American History. Princeton University Press, 2015.
- Shafer, Byron E.; Badger, Anthony J., eds. Contesting Democracy: Substance and Structure in American Political History, 1775–2000. 2001. ISBN 0-7006-1139-8.
- Sternsher, Bernard. "O novo sistema de partidos do New Deal: uma reavaliação." Journal of Interdisciplinary History vol. 15, nº 1 (verão 1984): 53–81.
- Silbey, Joel H. The American Political Nation, 1838–1893. Stanford University Press, 1991. ISBN 0-8047-2338-9.
- Sundquist, James L. Dynamics of the Party System: Alignment and Realignment of Political Parties in the United States. 1983.
- Trende, Sean. The Lost Majority: Why the Future of Government Is Up for Grabs–and Who Will Take It. St. Martin’s Press, 2012. ISBN 978-0230116467.
- Velasco, Jesús. "Walter Dean Burnham: um relojoeiro americano." Norteamérica vol. 12, nº 2 (2017): 215–249.